# 馬爾卡韋利卡區
馬爾卡韋利卡區（西班牙語：Distrito de Marcavelica），是秘魯的一個區，位於該國西北部皮烏拉大區的蘇亞納省，始建於1952年3月25日，面積1,687.98平方公里，海拔高度48米，2005年人口25,391，人口密度每平方公里15人。
4°52′54″S 80°42′12″W / 4.8816°S 80.7034°W